# Meringopus fasciatus
Meringopus fasciatus är en stekelart som först beskrevs av Henry Keith Townes, Jr. 1962.  Meringopus fasciatus ingår i släktet Meringopus och familjen brokparasitsteklar. Inga underarter finns listade i Catalogue of Life.